# 태드 힐건브링크
태드 힐건브링크(Tad Hilgenbrink, 1981년 10월 9일 ~ )는 미국의 배우이다.

## 출연 작품
- 섹스 후, 5일간의 여행 (2010)
- H2O Extreme (2009)
- 힐즈 런 레드 (2009)
- 셔만스 웨이 (2008)
- 로스트 보이 2 : 더 트라이브 (2008)
- 디재스터 무비 (2008)
- 어뮤즈먼트 (2008)
- 에픽 무비 (2007)
- 챈스의 호기심 (2006)
- 아메리칸 파이 4 - 썸머 캠프 (2005)